# 茨城県道324号袋田停車場四度ノ滝線

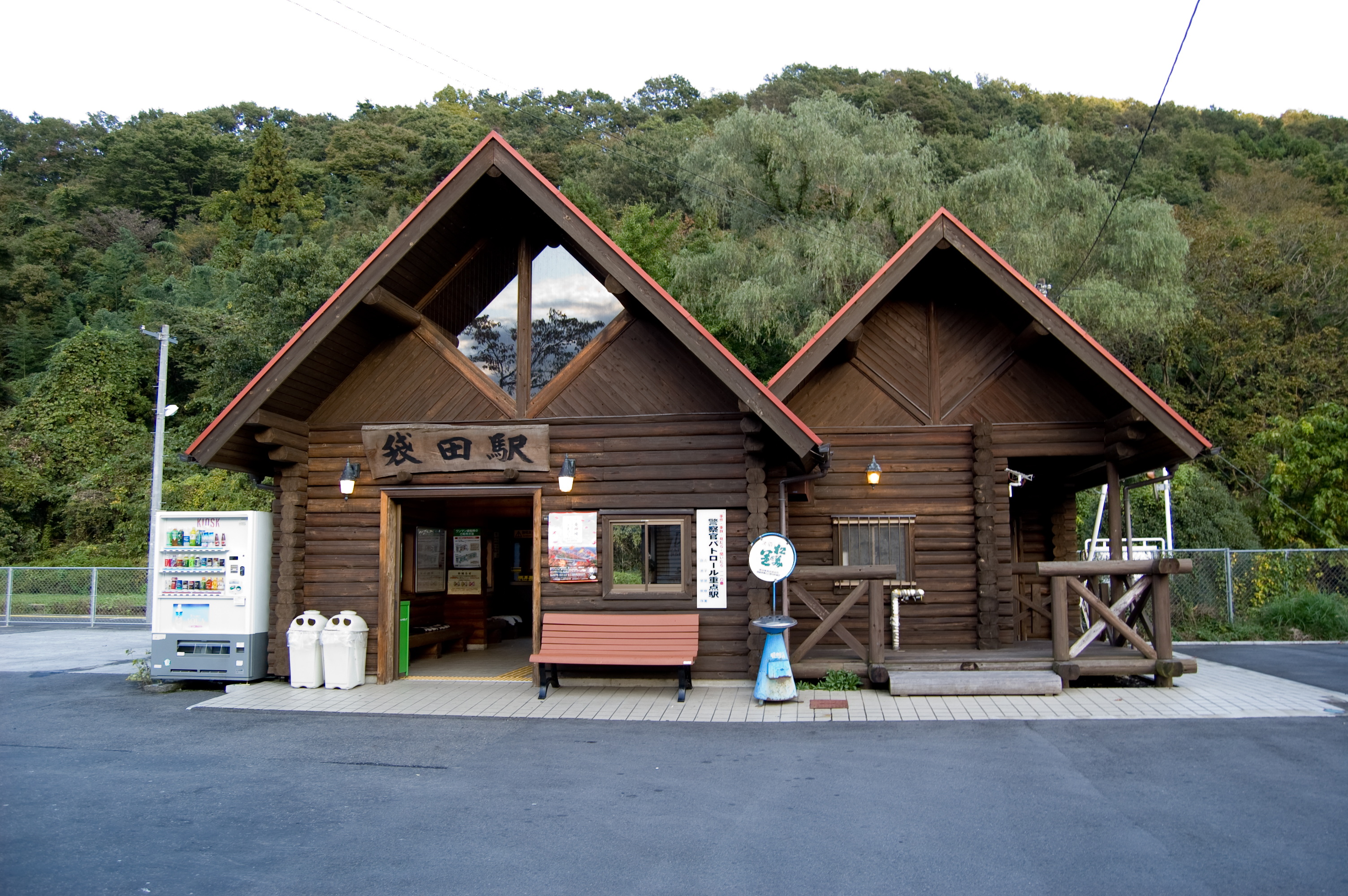
起点である水郡線袋田駅

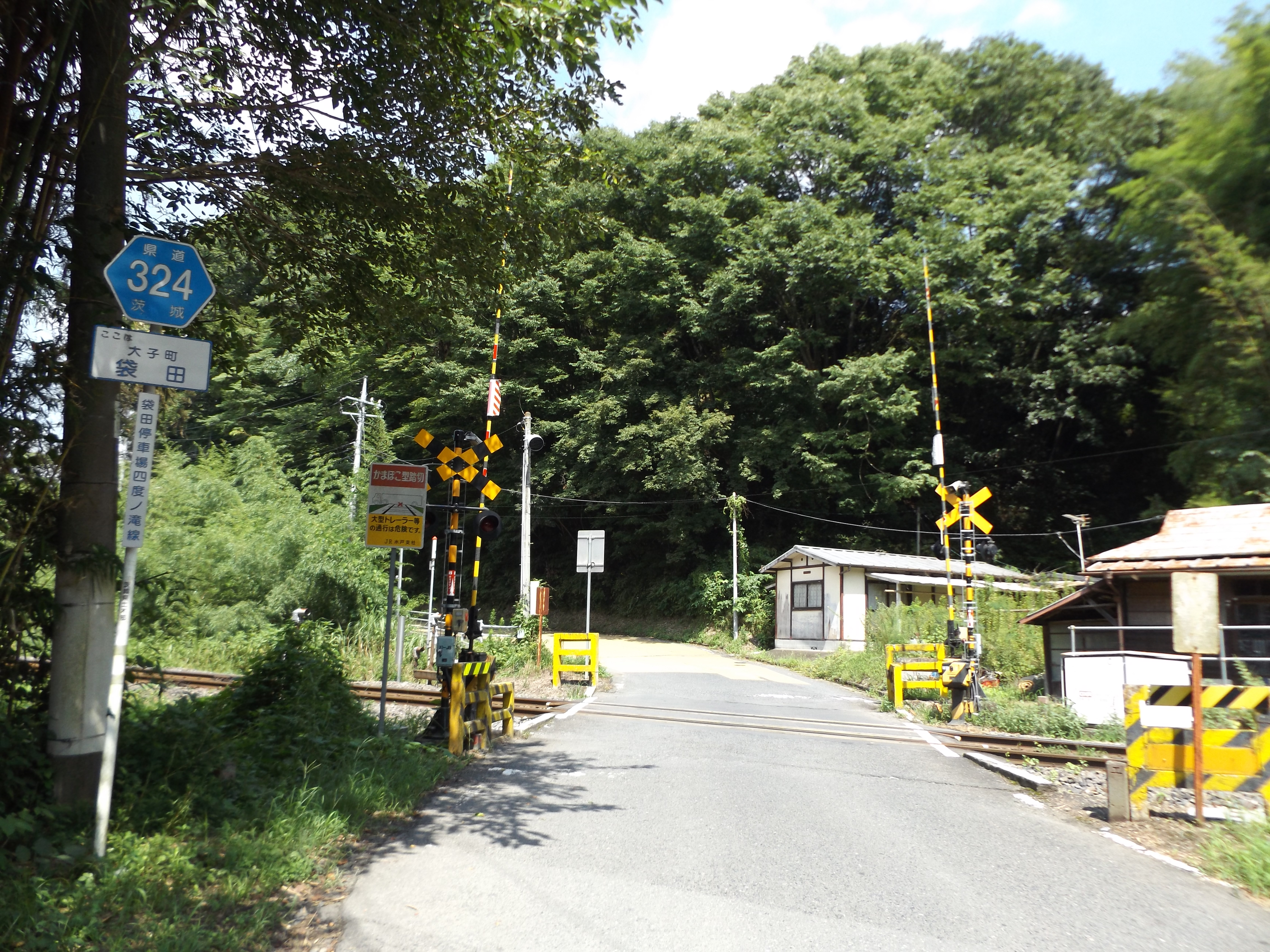
生瀬街道踏切で水郡線を渡る

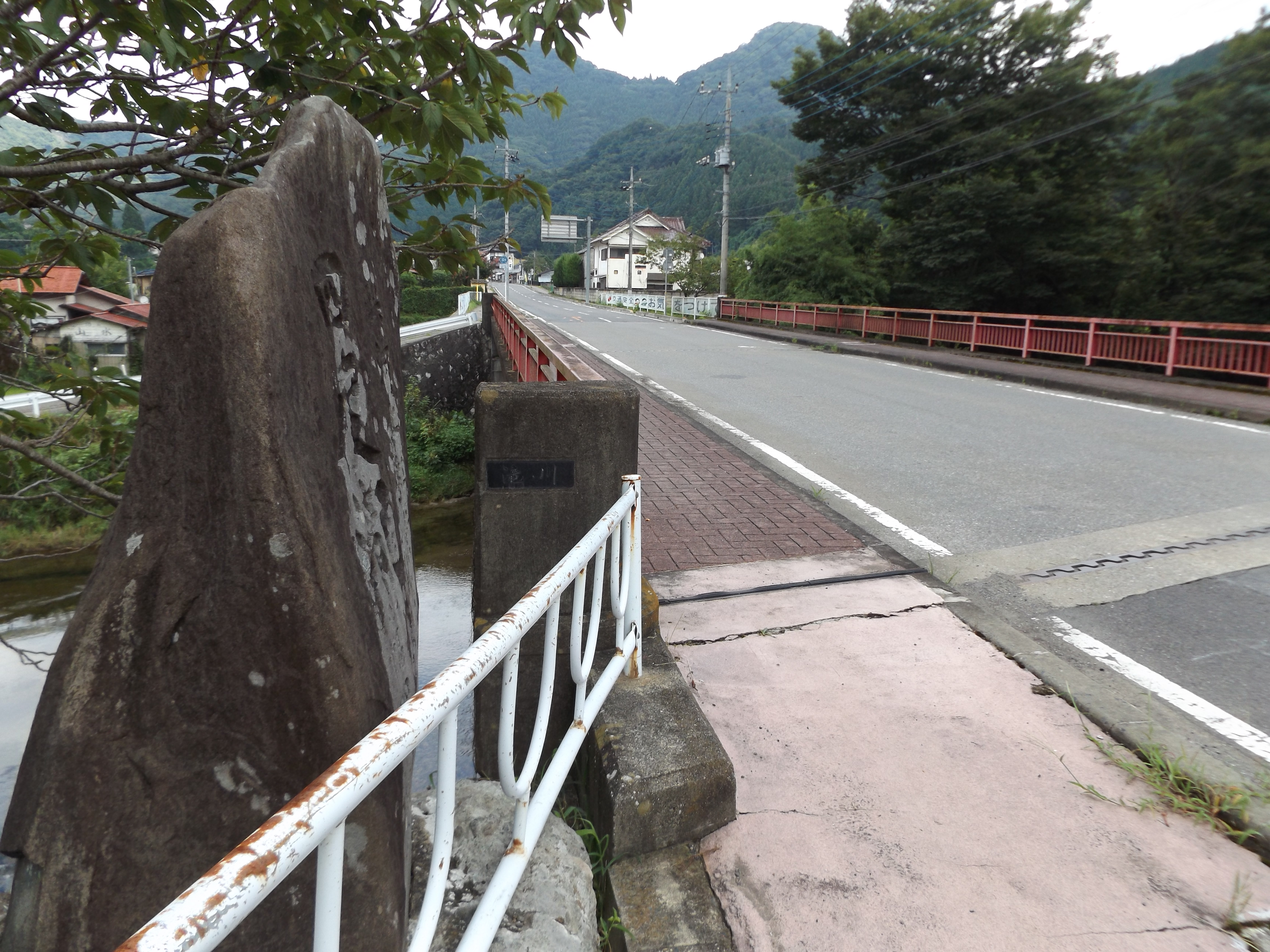
滝川に架かる四度の橋

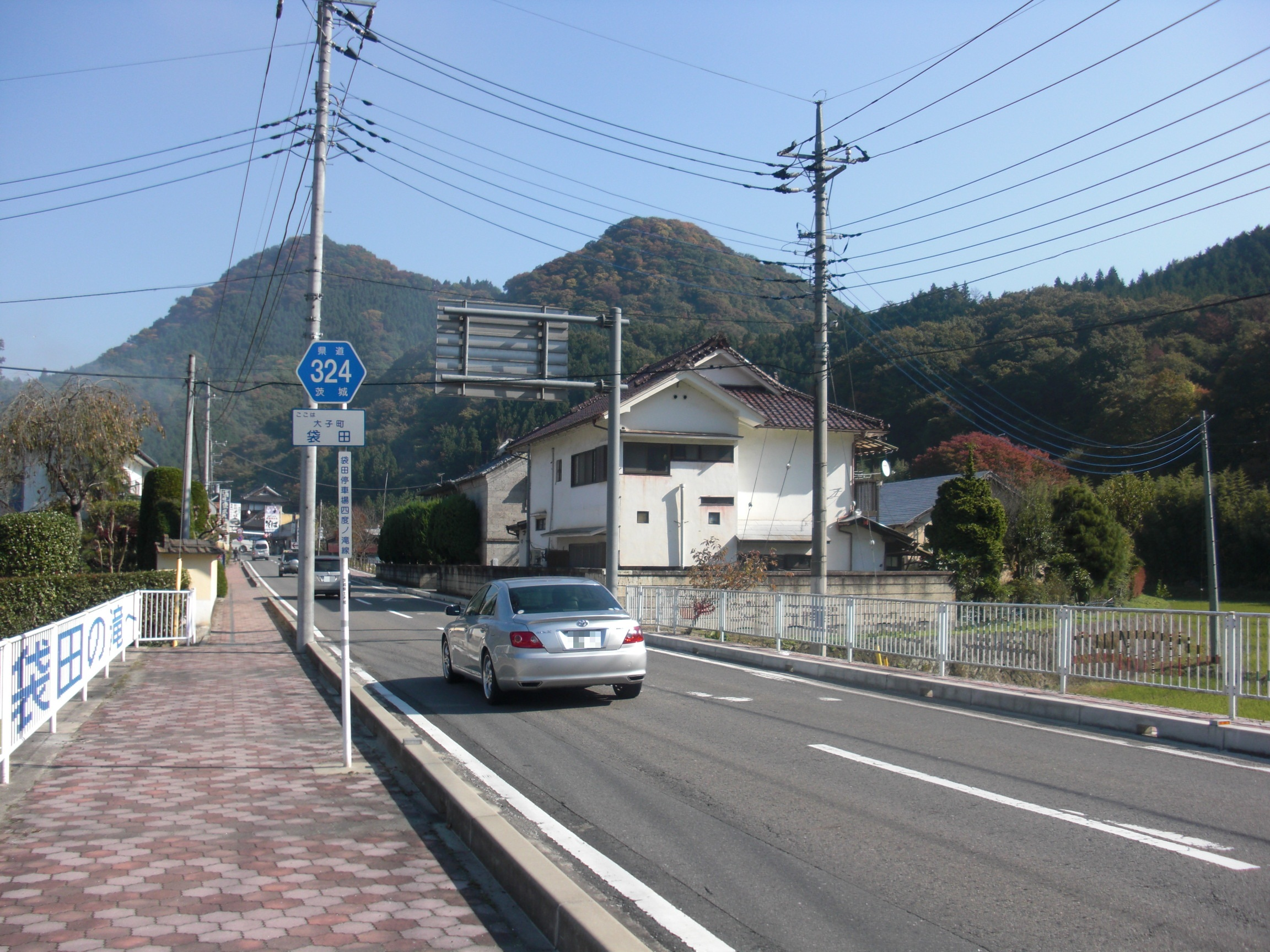
沿線風景

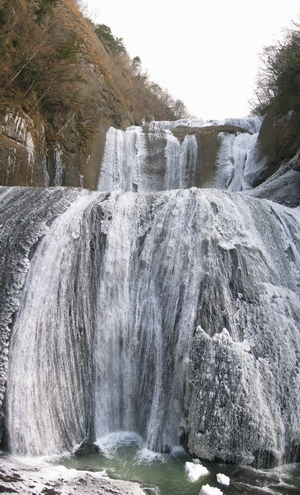
終点付近にある袋田の滝

茨城県道324号袋田停車場四度ノ滝線（いばらきけんどう324ごう ふくろだていしゃじょう しどのたきせん）は、茨城県久慈郡大子町を通る県道で、東日本旅客鉄道(JR東日本)水郡線袋田駅から四度ノ滝（通称袋田の滝）までを結んでいる。

## 概要
- 起点：久慈郡大子町袋田（袋田停車場）[1]
- 終点：久慈郡大子町袋田（袋田の滝）[1]
- 総延長：2.887 km[2]
- 重用延長：0.795 km[2]
- 未供用延長：なし[2]
- 実延長：2.092 km[2]
- 自動車交通不能区間延長[注釈 1]：なし[2]

## 歴史
1959年（昭和34年）10月14日、新たな県道として久慈郡大子町大字袋田の袋田停車場を起点とし、久慈郡大子町字滝本の四度ノ滝を終点とする区間を本路線とする県道袋田停車場四度ノ滝線として茨城県が県道路線認定した。
1995年（平成7年）に整理番号324となり現在に至る。

### 年表
- 1927年（昭和2年）3月10日：袋田駅が開業する。
- 1934年（昭和9年）9月1日：現在の路線の前身である袋田停車場四度ノ滝線が路線認定される[3]。
- 1959年（昭和34年）10月14日
現在の路線が路線認定される（図面対照番号145）[4]。道路の区域は、久慈郡大子町大字袋田の袋田停車場から久慈郡大子町大字滝本の四度ノ滝までと決定された[1]。
- 1995年（平成7年）3月30日：整理番号が整理番号203から現在の番号（整理番号324）に変更される[5]。

## 路線状況

### 重複区間
- 国道118号（県道交点から国道461号分岐までの区間）
- 国道461号（国道118号分岐から県道分岐までの区間）

## 地理

### 通過する自治体
- 茨城県
  - 久慈郡大子町

### 交差する道路
- 国道118号（久慈郡大子町袋田）
- 国道461号（久慈郡大子町袋田）

### 沿線
- JR水郡線袋田駅（久慈郡大子町袋田）
- 袋田の滝（久慈郡大子町袋田）
- 袋田温泉（久慈郡大子町袋田）